# Perioada Jōmon

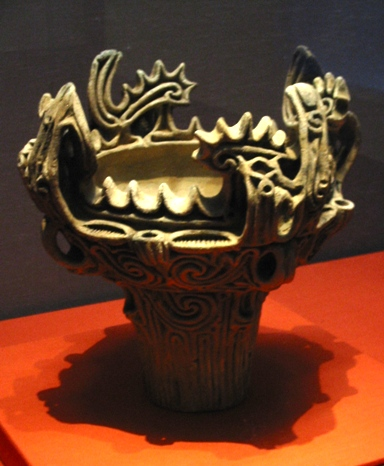
Un vas din perioada Jōmon medie (3000 - 2000 î.Hr.)

Perioada Jōmon (縄文時代 jōmon jidai?) sau cultura Jōmon (縄文文化 jōmon bunka?) este o perioadă din istoria Japoniei dintre cca. 10.000 și cca. 300 î.Hr., care coincide cu mezoliticul și neoliticul din istoriografia occidentală. Perioada Jōmon a urmat după Perioada paleolitică și a precedat Perioada Yayoi.

## Prezentare generală
În perioada Jōmon, oameni se hrăneau prin vânăt și recoltă. Clima era blândă și caldă, crescând o vegetație abundentă pe insulele japoneze. Hrana a constat în principal din pește și animale crustacee, cerbii și mistreții au fost vânați în grupuri. În plus s-au recoltat plante și fructe. Vasele serveau, probabil, la depozitarea fructelor și transportul de apă.
De la aproximativ 5000 î.Hr. s-au format tot mai mari sate cu până la 30 de locuitori. Gropi cu acoperișuri de bambus au servit ca locuințe. La siteul arheologic Sannai Maruyama din Aomori o astfel de așezare preistorică a fost reconstruită ca un muzeu în aer liber.
Printr-o deteriorare climaterică multe așezări rurale au fost forțate să părăsească munții înalți și să se mute în apropierea râurilor și la mare. În acestă perioadă s-a dezvoltat prima formă de agricultură.

## Împărații perioadei Jōmon (cca. 8000 î.Hr. - cca. 300 î.Hr.)
La această peripoadă se atribuie anii de domnie a primilor șase împărați legendari ai Japoniei.
- 660 î.Hr. - 585 î.Hr. - Jimmu
- 581 î.Hr. - 549 î.Hr. - Suizei
- 549 î.Hr. - 511 î.Hr. - Annei
- 510 î.Hr. - 477 î.Hr. - Itoku
- 475 î.Hr. - 393 î.Hr. - Kōshō
- 392 î.Hr. - 291 î.Hr. - Kōan